# Andrzej Śliwa (kickbokser)

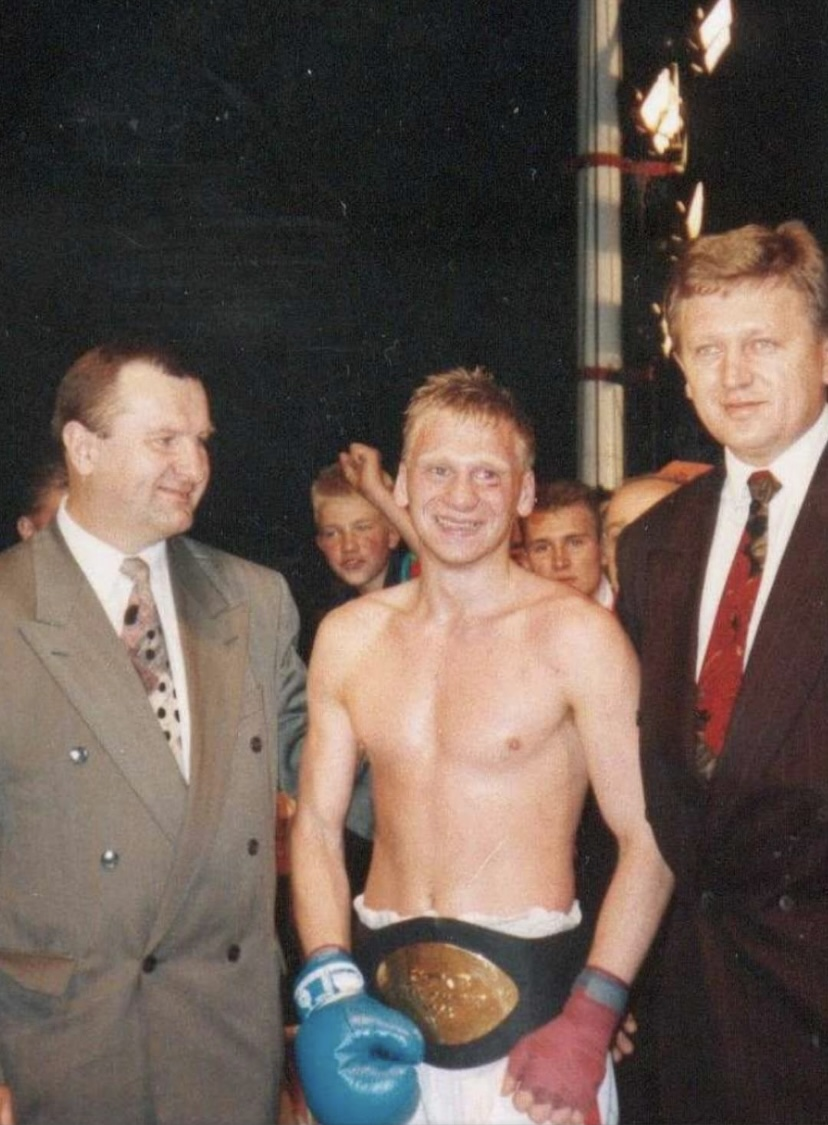
Zawodowe Mistrzostwa Polski w 1993 roku.

Andrzej Śliwa, znany też jako Siwy – (ur. 30 listopada 1971 roku w Łososinie Dolnej) – polski kickbokser (formuły low-kick, full-contact) oraz były trener kadry polskiej WAKO/PZKB (formuły low-kick, Muay Thai).
Aktualnie trener – "Muay Thai". Założyciel oraz trener klubu – "Muay Thai Macroom". Były współwłaściciel oraz trener klubu – "Kick-Boxer Nowy Sącz". Posiada 3. stopień mistrzowski – czarny pas – 3 dan. Zawodowy Mistrz Polski w formule full–contact. Wicemistrz Pucharu Świata w light contact. Mistrz Polski Południowej w full–contact.

## Kariera zawodowa
W 1983 roku rozpoczął przygodę ze sztukami walki, trenując w Sądeckim Klubie Karate Kyokushin, Andrzeja Krawontka. W 1987 roku zaczął pierwszy raz trenować Kickboxing. W latach 1987–1997 trenował pod okiem Ryszarda Miłka w klubie TKKF. Walczył o mistrzostwo Polski w 1992 roku z kilkakrotnym mistrzem świata (teraz prezesem PZKB), Piotrem Siegoczyńskim. W tym samym roku został powołany do narodowej kadry polskiej, PZKB. Rok później (1993) zdobył zawodowe mistrzostwo Polski w Nowym Sączu, na które sam zdobył fundusze. W 1995 roku, gdy Polska drużyna zadebiutowała w formule low-kick na mistrzostwach międzynarodowych, Andrzej Śliwa razem z Jarosławem Wrońskim był pierwszym Polakiem walczącym w formule low-kick na Mistrzostwach Świata w Kijówie. Zdobył srebro w Turynie na pucharze świata w 1996, gdzie też wygrał dwie inne walki. Stoczył dwie walki w boksie amatorskim, w polskiej lidze i je wygrał.
W 1997 roku, wraz z Ryszardem Miłkiem otworzyli klub – "Kick-Boxer Nowy Sącz". Współpracowali razem do 1998 roku. Klub był aktywny do 2007 roku. ”Kick-Boxer Nowy Sącz” osiągnął dużo sukcesów. Andrzej Śliwa prowadził kadrę Polski (PZKB) low-kick oraz Muay Thai w latach 2003–2006 razem z Tomaszem Skrzypkiem. W 2006 wyjechał za granice do Irlandii, gdzie otworzył klub – "Muay Thai Macroom", który do dziś jest aktywny.